# Albert Labarre
Pour les articles homonymes, voir Labarre.
 (décembre 2020).
Si vous disposez d'ouvrages ou d'articles de référence ou si vous connaissez des sites web de qualité traitant du thème abordé ici, merci de compléter l'article en donnant les références utiles à sa vérifiabilité et en les liant à la section « Notes et références ».
Albert Labarre, né le 16 octobre 1927 à Paris (Île-de-France) et mort le 30 janvier 2010 dans la même ville, est un historien et un bibliothécaire français, spécialiste de l'histoire du livre.

## Biographie
Né le 16 octobre 1927, orphelin de guerre d’origine picarde, Albert Labarre a commencé sa carrière comme bibliothécaire à Amiens. Il entre à la Bibliothèque nationale en 1962 et y restera jusqu'à sa retraite. Il y occupera différents postes, d'abord au sein du service de l’Inventaire général puis à la réserve du département des Imprimés et prit ensuite la responsabilité du tout nouveau service de la conservation et de la restauration (en 1978) qui englobait l'atelier central.
Fervent catholique, il a consacré les dernières années de sa vie à l'examen et la description de la collection de missels conservée à la bibliothèque du Saulchoir.
Auteur fertile aux recherches novatrices, il fut l'un des premiers à utiliser les inventaires après décès pour atteindre le contenu des bibliothèques anciennes. Sa bibliographie très imposante est dominée par sa thèse sur Le Livre dans la vie amiénoise au XVIe siècle (1971) et ses nombreuses contributions aux Répertoires bibliographiques des livres publiés en France au XVIe siècle (puis au XVIIe siècle, et au XVIIIe siècle), presque toutes centrées sur le nord de la France. Connu des professionnels du monde du livre comme du grand public grâce à son Que sais-je ? sur l'histoire du livre édité et réédité à de nombreuses reprises de 1970 à 2009 –, il l'était aussi des artisans du livre et des restaurateurs internationaux grâce à sa grande connaissance des livres anciens et modernes, de leur reliure et de leur technique de restauration. Il est décédé le 30 janvier 2010 de maladie.

## Publications

### Ouvrages et catalogues d’expositions
- Histoire du livre et de la reliure, 9e éd. Paris : Presses universitaires de France, 2001 (coll. « Que sais-je ? » no 620).
- Incunables & merveilles de la Bibliothèque d'Amiens : du 8e siècle à nos jours : exposition, 13 avril-26 juin 1993, Bibliothèque municipale d'Amiens, 1993, 114 p.
- Le livre dans la vie amiénoise du seizième siècle : l'enseignement des inventaires après décès, 1503-1576, thèse 3e cycle : Lettres : Paris, 1965 ; B. Nauwelaerts, Louvain : Nauwelaerts, 1971, 496 p. (Publications de la Faculté des lettres et sciences humaines de Paris-Sorbonne. Série Recherches no 66 ; Travaux du Centre de recherches sur la civilisation de l'Europe moderne no 10).
- Le livre dans la vie quotidienne : exposition, Paris, 20 février-mai 1975, Bibliothèque nationale / catalogue par Albert Labarre et Pierre Gasnault ; sous la direction de Roger Pierrot, Paris : Bibliothèque nationale, 1975, 179 p.
- Livres imprimés du XVIe siècle en Picardie, publié à l'occasion de l'exposition Les maîtres muets présentée à Noyon, 30 juin-17 septembre 1995, Amiens : Picardie association de services et de coopération des bibliothèques, de la lecture et de la documentation sonore et audiovisuelle, 1994, 47 p.

### Catalogues de bibliothèques et répertoires bibliographiques (ouvrages collectifs )
- Bibliographie du « Dictionarium » d'Ambrogio Calepino: 1502-1779. Baden-Baden, V. Koerner, 1975, 125 p. (Bibliotheca bibliographica aureliana no 26).
- Fonds Masson : catalogue des impressions du XVe au XVIIIe siècle de la Bibliothèque municipale d'Amiens, Paris : Bibliothèque nationale, 1976 (Recensement des livres anciens des bibliothèques françaises. Travaux préparatoires).
- Imprimeurs et libraires parisiens du XVIe siècle / ouvrage publié d'après les manuscrits de Philippe Renouard, Paris : Service des travaux historiques de la Ville de Paris, 1969, 523 p. (Histoire générale de Paris no 30).
- Répertoire bibliographique des livres imprimés en France au seizième siècle, Baden-Baden : Heitz ; puis V. Koerner, Paris : 1971-1976.
- Répertoire bibliographique des livres imprimés en France au XVIIe siècle, Baden-Baden : V. Koerner, 1982-1992.
- Répertoire bibliographique des livres imprimés en France au XVIIIe siècle, Baden-Baden : V. Koerner, 1997-2000.